# La Mari
La Mari és una minisèrie en dues parts d'In Vitro Films, Canal Sur i TV3 sobre l'emigració andalusa a Catalunya a la dècada del 1970.
Posteriorment, es va gravar una segona part, La Mari 2.
Dirigida per Jesús Garay, hi actuen Ana Fernández (protagonista, La Mari), Ramon Madaula, Carlos Hipólito, María Galiana, Antonio Dechent, Salvador Cano, Eric Cano, Rosa Novell i Ruth Gabriel, entre d'altres.